# NGC 66
NGC 66 (ook wel  PGC 1236, ESO 473-10, MCG -4-2-2, AM 0016-231 of IRAS00165-2312) is een Balkspiraalstelsel in het sterrenbeeld Walvis.
NGC 66 werd in 1886 ontdekt door de Amerikaanse astronoom Frank Muller.